# Oriane (film)
Pour les articles homonymes, voir Oriana et Oriane.
Pour plus de détails, voir Fiche technique et Distribution.
Oriane (Oriana) est une coproduction franco-vénézuélienne réalisée par Fina Torres et sortie en 1985.

## Synopsis
María apprend de façon subite le décès de sa tante Oriana, habitant au Venezuela. Celle-ci lui lègue en héritage une vaste hacienda, située dans la forêt tropicale et en bord de mer. En compagnie de son époux français, elle se rend sur les lieux afin d'évaluer l'état de la propriété et la vendre. Mais, la résurgence de souvenirs d'adolescente - María avait jadis passé quelques mois d'été, auprès de la mystérieuse et fascinante Oriana et de sa servante Fidelia - et la découverte de certains indices liés au passé de sa tante conduisent la jeune femme à ne pas abandonner la vieille demeure délabrée.

## Fiche technique
- Titre français : Oriane[1]
- Titre original espagnol : Oriana
- Réalisation : Fina Torres
- Scénario : Fina Torres, Antoine Lacomblez et Alfonso Henriquez, d'après un conte de Marvel Moreno
- Photographie : Jean-Claude Larrieu
- Musique originale : Eduardo Marturet
  - Autres musiques utilisées : Gabriel Fauré, Jean-Sébastien Bach, Ludwig van Beethoven
- Montage : Christiane Lack
- Son : Jérôme Lévy
- Décors : Asdrúbal Meléndez
- Costumes : Ubencio Lizardo
- Production : Fina Torres, Patrick Sandrin (Pandora Films/Arion Productions)
- Pays d'origine :  Venezuela et  France
- Langues originales : espagnol et français
- Durée : 88 minutes
- Format : Couleurs - 35 mm - 1,78:1 - Mono
- Dates de sortie :
  - France : mai 1985 (Festival de Cannes) ; 8 janvier 1986 (sortie nationale)

## Distribution
- Doris Wells (es) : Oriana
- Daniela Silverio : María adulte
- Rafael Briceño : le père de María
- Mirtha Borges : Fidelia
- Maya Oloe : María adolescente
- Claudia Venturini : Oriana adolescente
- Philippe Rouleau : Georges
- Martha Canelón : la mère de María
- Luis Armando Castillo : Sergio
- Asdrúbal Meléndez : Sanchez

## Accueil critique
« Avec un regard serein et profondément féminin, Fina Torres nous ouvre les portes d'un monde perdu », écrit Antxon Salvador. Selon lui, l'élégance de la mise en scène et l'art de l'ellipse font d' Oriana « un excellent exercice cinématographique qui a gardé intacte sa puissance d'évocation » et c'est l'exemple type « d'un film contemplatif qui n'oublie pas pour autant de raconter une belle histoire ».

## Distinctions
- Festival de Cannes 1985 : Caméra d'or
- Festival international du film de Chicago 1985 : Hugo de bronze du meilleur film
- Festival de Carthagène 1985 : Meilleur film et meilleur scénario
- Festival de Figueira da Foz 1985 : prix Glauber Rocha et mention honorable pour le prix OCIC
- Festival de Mannheim-Heidelberg 1985 : Mention spéciale du jury et mention honorable du prix Interfilm